# Huanghai Landscape F1
Huanghai Landscape F1 или Huanghai Qisheng F1 (黄海 旗胜F1) — среднеразмерный внедорожник, выпускавшийся с 2008 по 2012 год подразделением Huanghai Auto (黄海) компании SG Automotive (曙光汽车).

## Huanghai Qisheng CUV
Huanghai Landscape F1 дебютировал в 2008 году под названиями Huanghai Landscape CUV или Huanghai Qisheng CUV. Его экстерьер напоминает первое поколение Kia Sorento, а передняя часть напоминает второе поколение Hyundai Santa Fe.

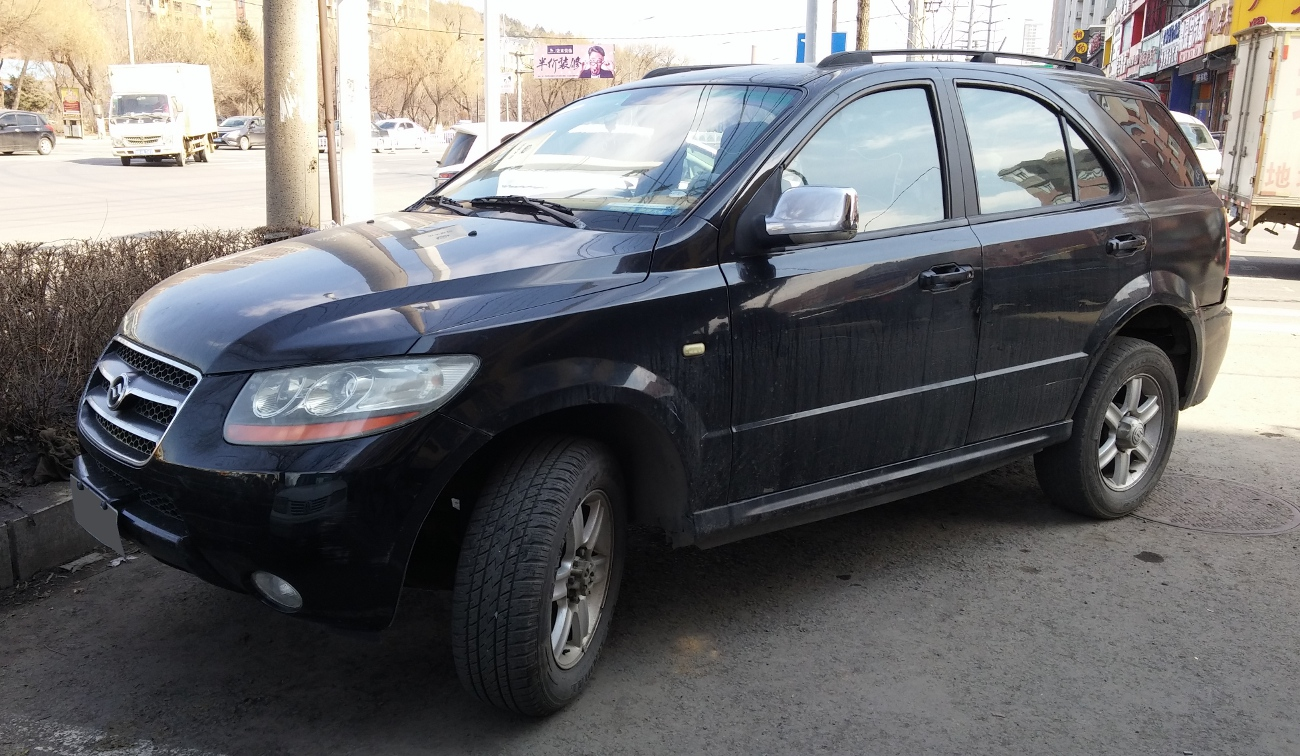
Huanghai Landscape CUV

## Huanghai Landscape F1
Позже Huanghai Landscape F1 заменил Huanghai Qisheng CUV. Его экстерьер напоминает первое поколение Kia Sorento, а радиаторная решётка напоминает Mercedes-Benz M-класс. Ценовой диапазон варьируется от 82800 до 99800 юаней.

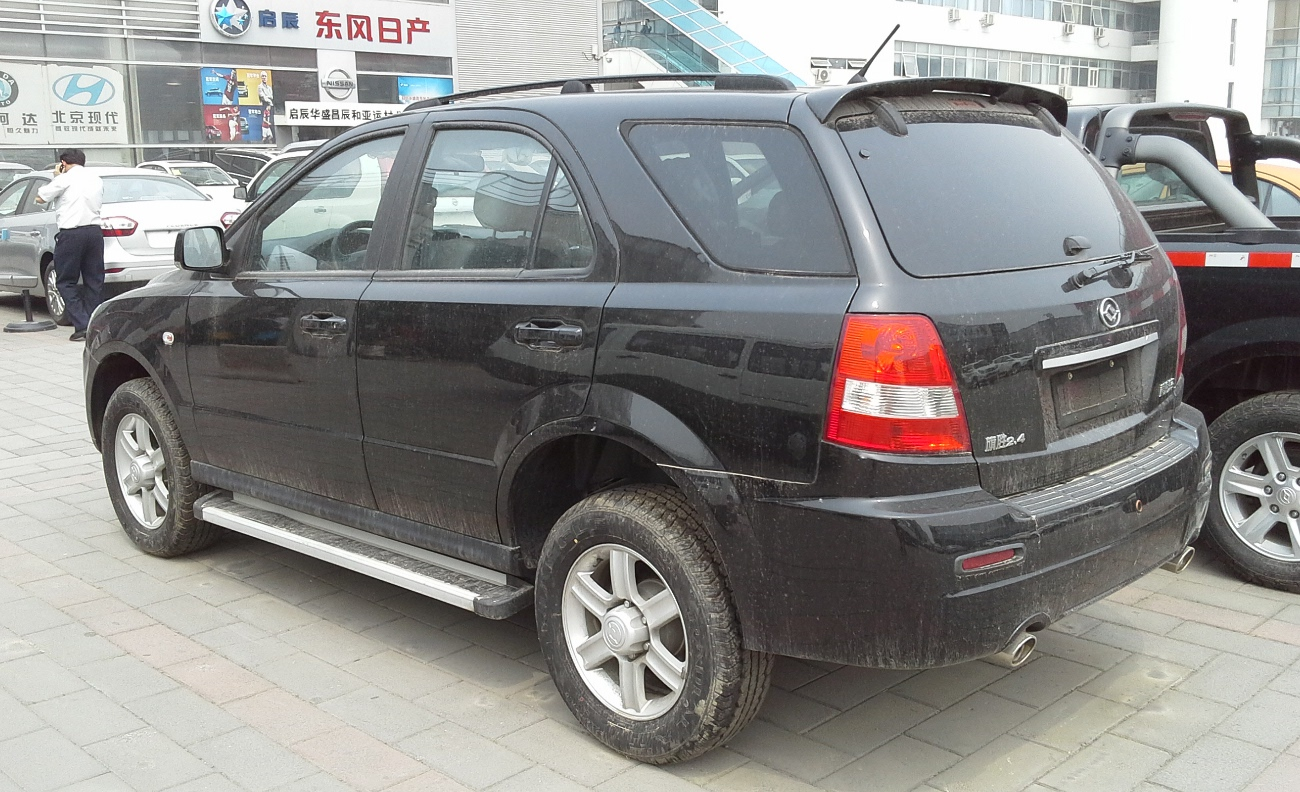
Вид сзади
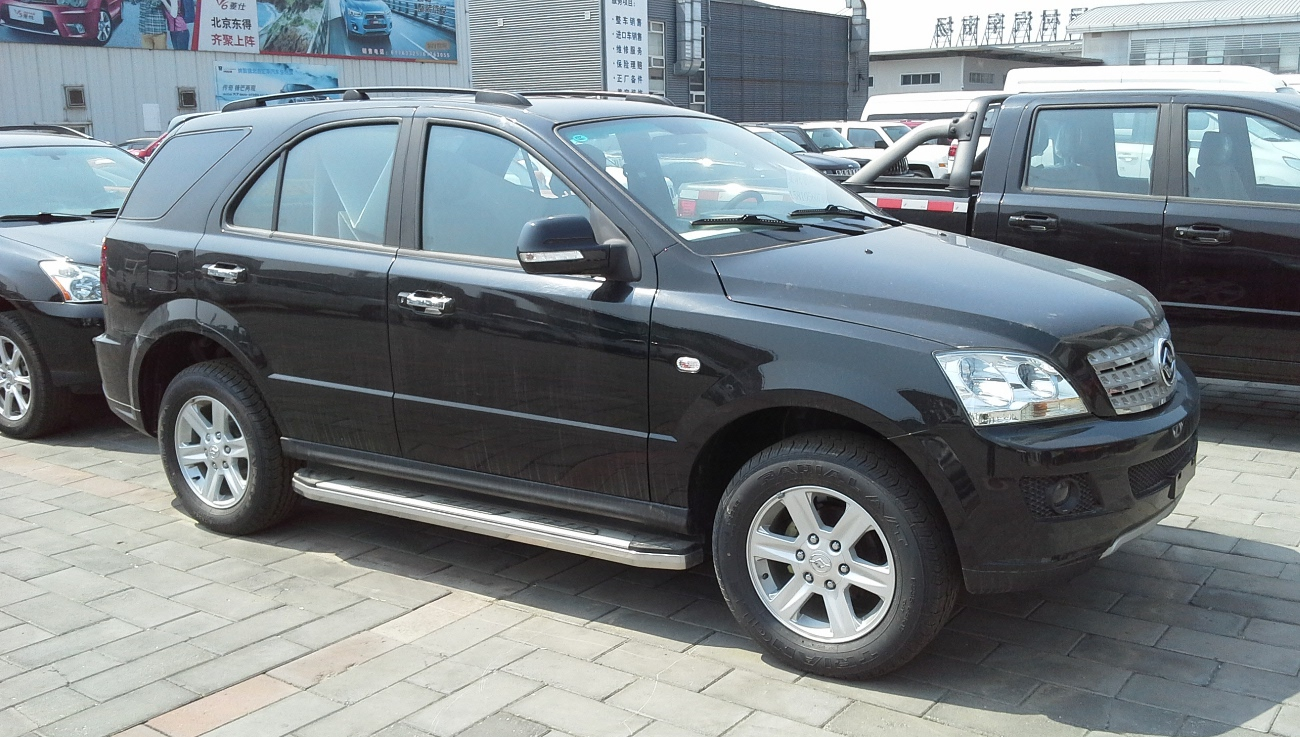
Фейслифтинг, вид спереди
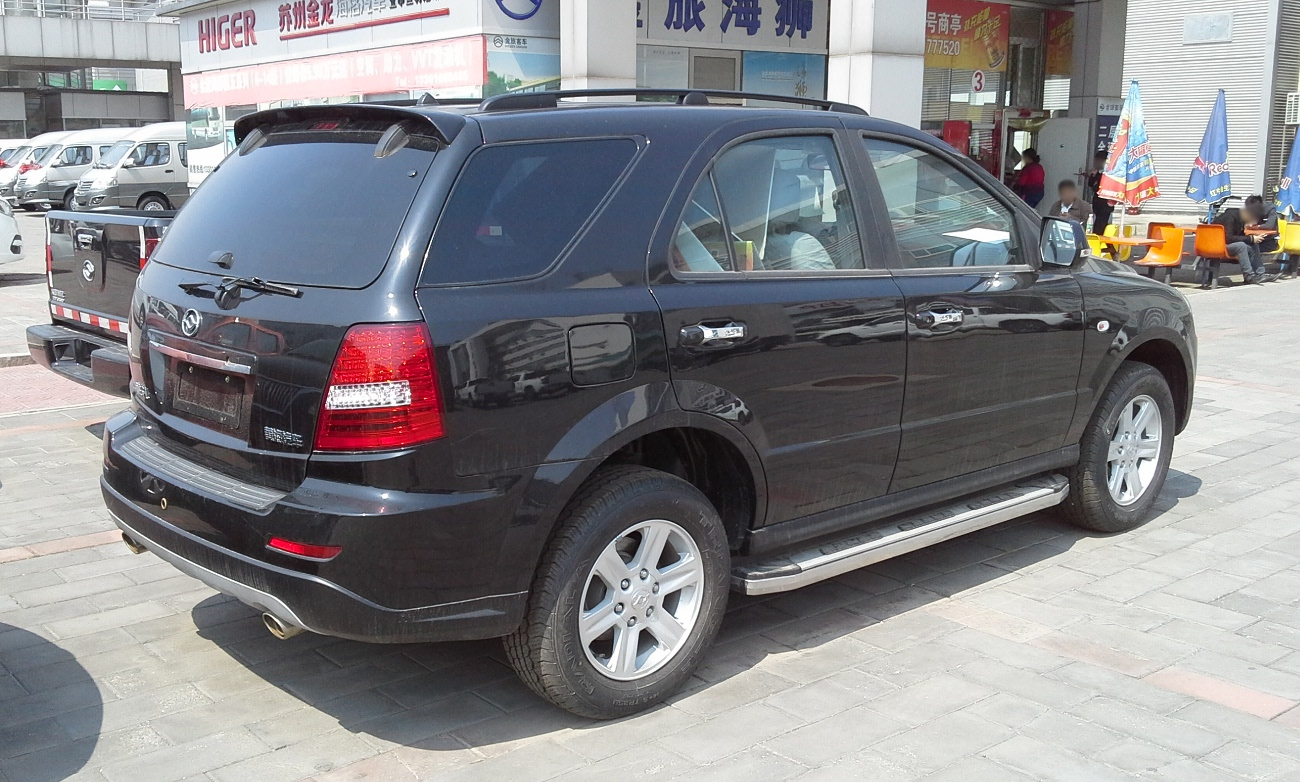
Фейслифтинг, вид сзади

## Pyeonghwa Ppeokkugi
С весны 2009 года северокорейская компания Pyeonghwa выпускает три внедорожника под названием Ppeokkugi 4WD, которые не были разделены на отдельные модели, но выпускаются под одним и тем же названием модели и отличаются только неофициальным наименованием. Базовая модель является ребеджингом Huanghai DD6490A (Huanghai Landscape F1). Модель, продаваемая в Северной Корее, называется 4WD-A и известна во Вьетнаме под названием Pronto GS. На Pronto GS устанавливается двигатель Fiat объёмом 1997 см3 и мощностью 114 кВт.
Huanghai Qisheng CUV был переименован в 4WD-B и стал занимать середину модельного ряда Ppeokkugi 4WD. Автомобиль продавался в Северной Корее и в Китае в небольшом количестве. Во Вьетнам модель не поставлялась. Дизайн отличается передней частью, напоминающей Hyundai Santa Fe (CM). В настоящее время автомобиль выпускается только на заказ.

Топовой моделью является 4WD-C, которая во Вьетнаме называется Premio MAX. Впервые автомобиль был представлен в 2004 году в Национальном выставочном центре Хоанг Ван Ту. Прародителями стали пикапы Chevrolet S-10. Автомобили оснащались дизельным двигателем 4JB1 TL рабочим объёмом 2771 см3 и мощностью 75 кВт. С июля 2008 года автомобиль продаётся в КНР под названием Huanghai SG Plutus. Запчасти поставляются компанией Mekong Auto.

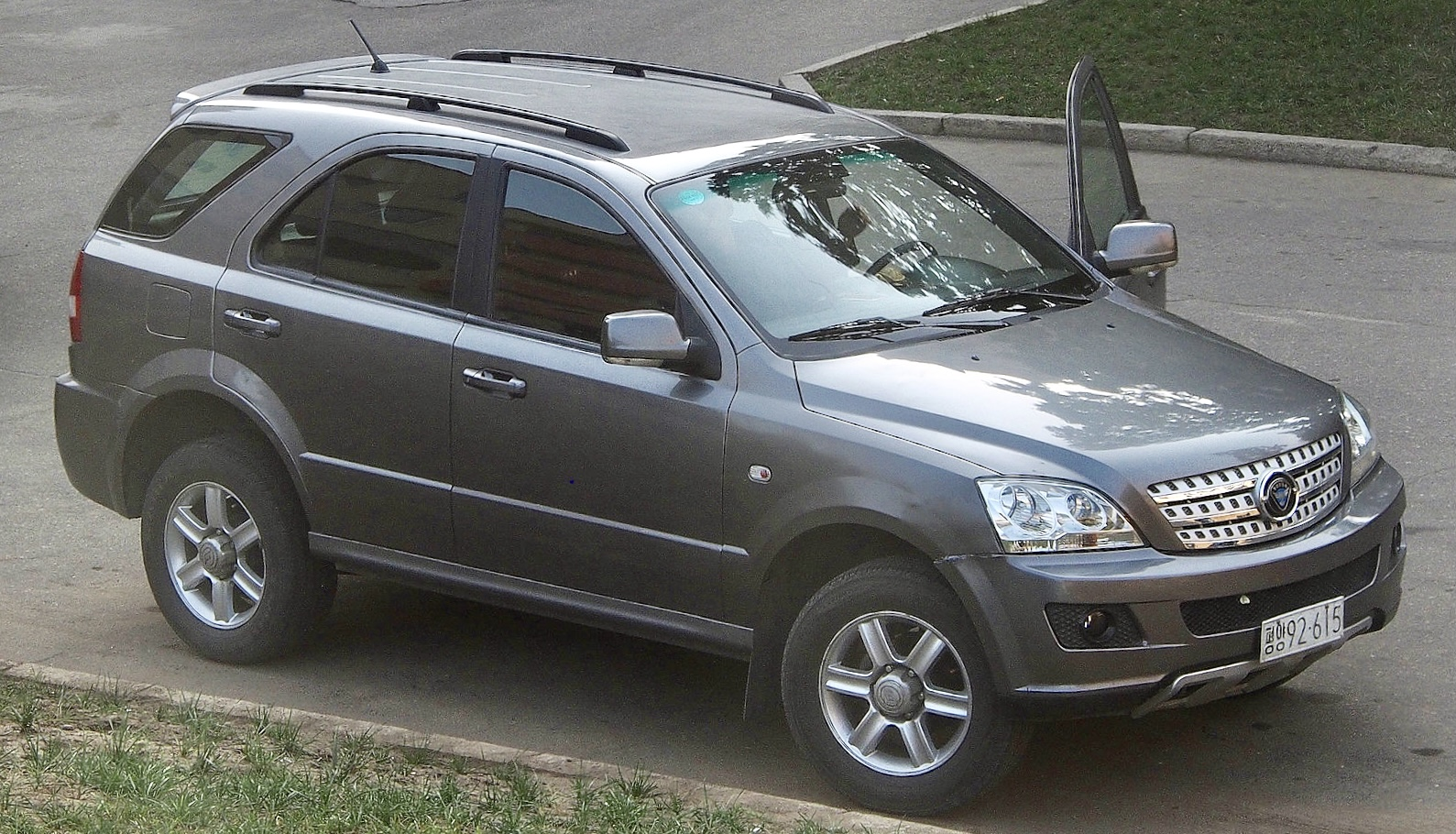
Huanghai Ppeokkugi 4WD

## Huanghai Plutus
Второе поколение Huanghai Plutus (大柴神) является пикапом на базе Huanghai Landscape F1 SUV. Первое поколение было запущено в производство в 2009 году с радиаторной решёткой, напоминающей Chevrolet Colorado. Позже автомобиль прошёл фейслифтинг: передняя часть стала идентична Huanghai Landscape F1.